# Y sus grandes éxitos
Y Sus Grandes Éxitos es un álbum de estudio de la orquesta venezolana Salserín donde recopila sus mejores éxitos de pasadas generaciones.

## Lista de canciones
1. «De sol a sol»
2. «Bella ladrona»
3. «Entre tú y yo »
4. «Yo sin ti»
5. «Un amor como el nuestro»
6. «Rosa en la playa»
7. «No importa»
8. «El bebé salsero»
9. «Se minimizó este amor»
10. «¿Dónde está el amor?»
11. «Entre tú y yo» (balada)
12. «Mi gran amor (I'll be there)»
13. «Oye nena»
14. «Tú eres la que amo»
15. «¿Dónde está el amor?» (balada)
16. «Miraré para arriba»

- Datos: Q9096788